# Wickie und die starken Männer (Film)
Der Film Wickie und die starken Männer ist eine Realverfilmung der gleichnamigen Zeichentrick-Fernsehserie Wickie und die starken Männer, die ihrerseits eine Adaption des ebenfalls gleichnamigen Kinderbuchs Wickie und die starken Männer von Runer Jonsson war.
Regisseur ist Michael Herbig und Produzent Christian Becker mit der Rat Pack Filmproduktion (in Co-Produktion mit herbX film und Constantin Film). Die Dreharbeiten fanden in München, Walchensee (Bayern) und Malta statt und dauerten vom 5. August bis 13. November 2008. Der Film kam am 9. September 2009 in die Kinos und ist seit dem 11. März 2010 auf DVD erhältlich. 2011 erschien die Fortsetzung Wickie auf großer Fahrt, die ebenfalls auf der Zeichentrickserie Wickie und die starken Männer basierte.

## Handlung
Wickie, der Sohn des Wikingerhäuptlings Halvar von Flake, ist von Natur aus hochintelligent, aber ängstlich und macht seinem bärbeißigen Vater kaum Freude; nur die kleine Ylvi hält zu ihm und schätzt seine Klugheit. Als eines Tages feindliche Wikinger das Dorf überfallen und alle Kinder außer Wickie entführen, schmuggelt er sich heimlich auf Halvars Drachenboot und fährt mit auf die abenteuerliche Verfolgungsjagd.
Wickie ist es auch, der herausfindet, dass der alte Feind des Dorfes, der „schreckliche Sven“, hinter dem Überfall steckt. Sven braucht ein Kind, das noch nie gelogen hat, um auf einer entlegenen Insel in einem Turm mit dem Horn von Töle den dort versteckten, verzauberten Schatz heben zu können. Auf einem untergehenden Schiff geht Wickie verloren. Dort finden die „starken Männer“ um Halvar eine Schatzkiste, und in dieser finden sie die schöne Chinesin Lee Fu. Wickie gerät auch in die Fänge des „schrecklichen Svens“; er kann aber mit Hilfe eines Sägefisches und zweier Seehunde wieder fliehen. Er berichtet seinem Vater von Svens Vorhaben und entwickelt einen Plan, die anderen Kinder und Ylvi zu befreien. Lee Fu weist ihnen den Weg zu Svens Schatzinsel. Dort angekommen, liefern die Wikinger Svens Männern eine ordentliche Rauferei, während Wickie mithilfe von selbsterfundenen, mechanischen Hilfsmitteln die Kinder befreit. Die Flucht gelingt, indem er das Boot mit Lenkdrachen zum Fliegen bringt und zurück nach Flake steuert. Wickie ist nun der Held des Dorfes. Den Schatz bekommt Lee Fu, damit sie ihre Eltern beim Kaiser freikaufen kann.
Der Film verwendet Elemente und Szenen aus der Zeichentrickserie, kombiniert sie jedoch zu einer neuen Handlung. Die sorgfältig entworfenen Requisiten und Aufbauten stimmen bis ins Detail mit den gezeichneten Vorlagen überein, historische Genauigkeit darf der Zuschauer allerdings nicht erwarten. Der Regisseur Herbig tritt in einer Nebenrolle als Chronist auf und kommentiert die Geschehnisse als Schreiber des Königlich-Spanischen Depeschendienstes mit spanischem Akzent.

## Produktion

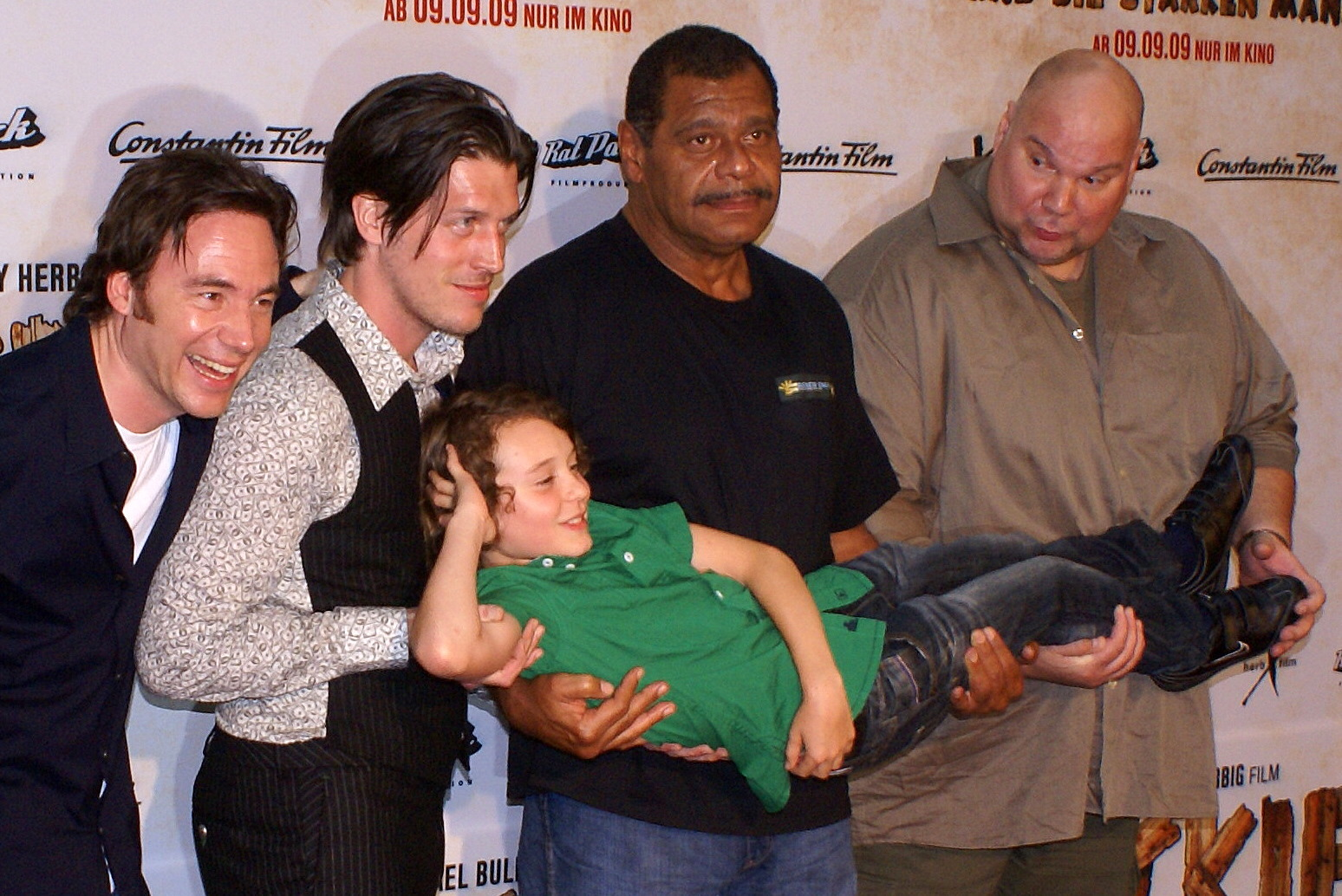
Die Darsteller im August 2009

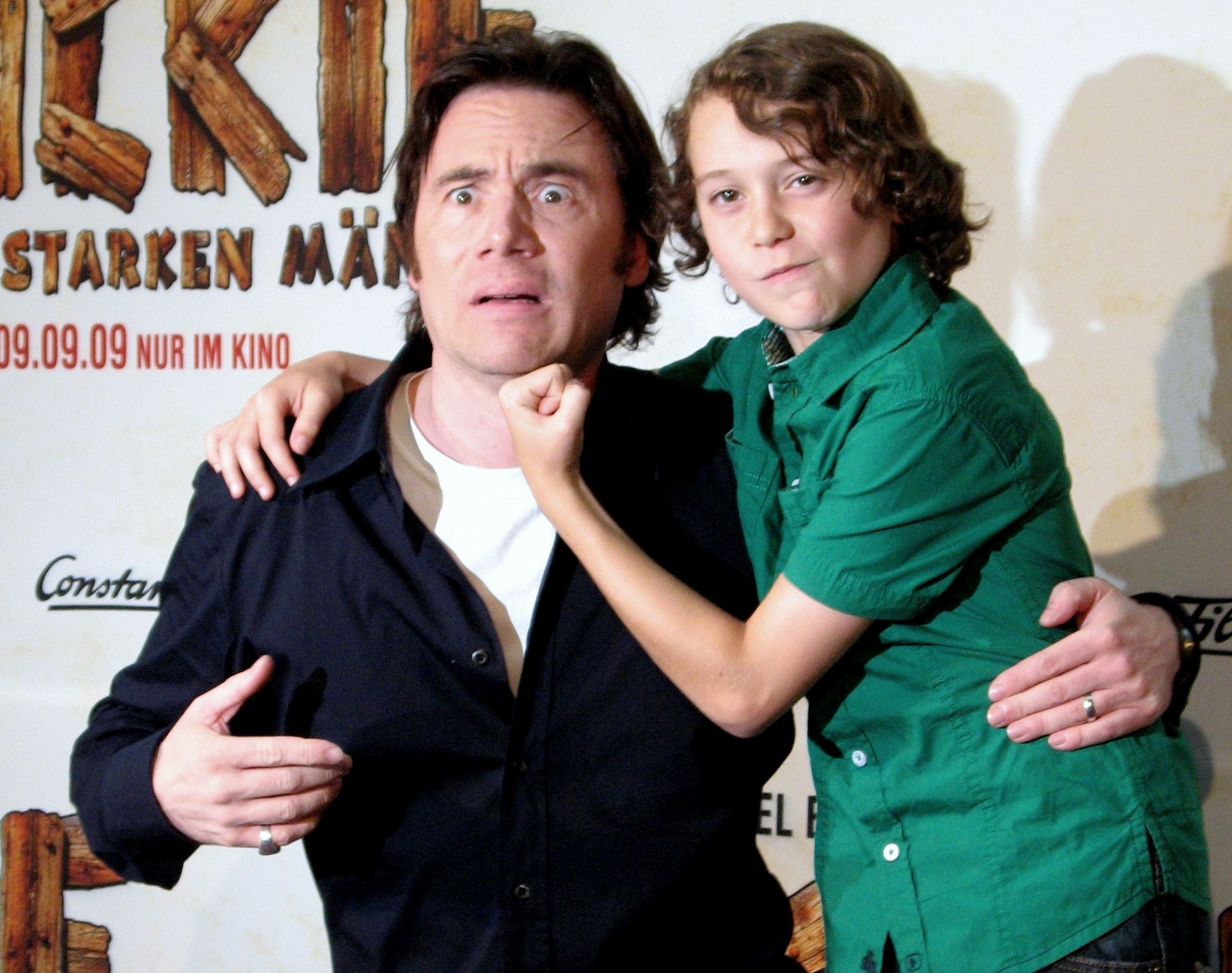
Michael Herbig mit dem Wickie-Darsteller Jonas Hämmerle (2009)

### Besetzung
In der Castingshow Bully sucht die starken Männer, die am 15. April 2008 anlief, suchte Herbig im Abendprogramm von ProSieben in sechs Sendungen die passenden Darsteller für die Rollen Snorre, Gorm, Faxe, Tjure, Urobe und Ulme und besetzte „spontan“ auch die Rolle Der Schreckliche Sven. In der Jury saßen der Schauspieler Jürgen Vogel, die Produzentin Rita Serra-Roll und Michael Bully Herbig.

### Dreharbeiten

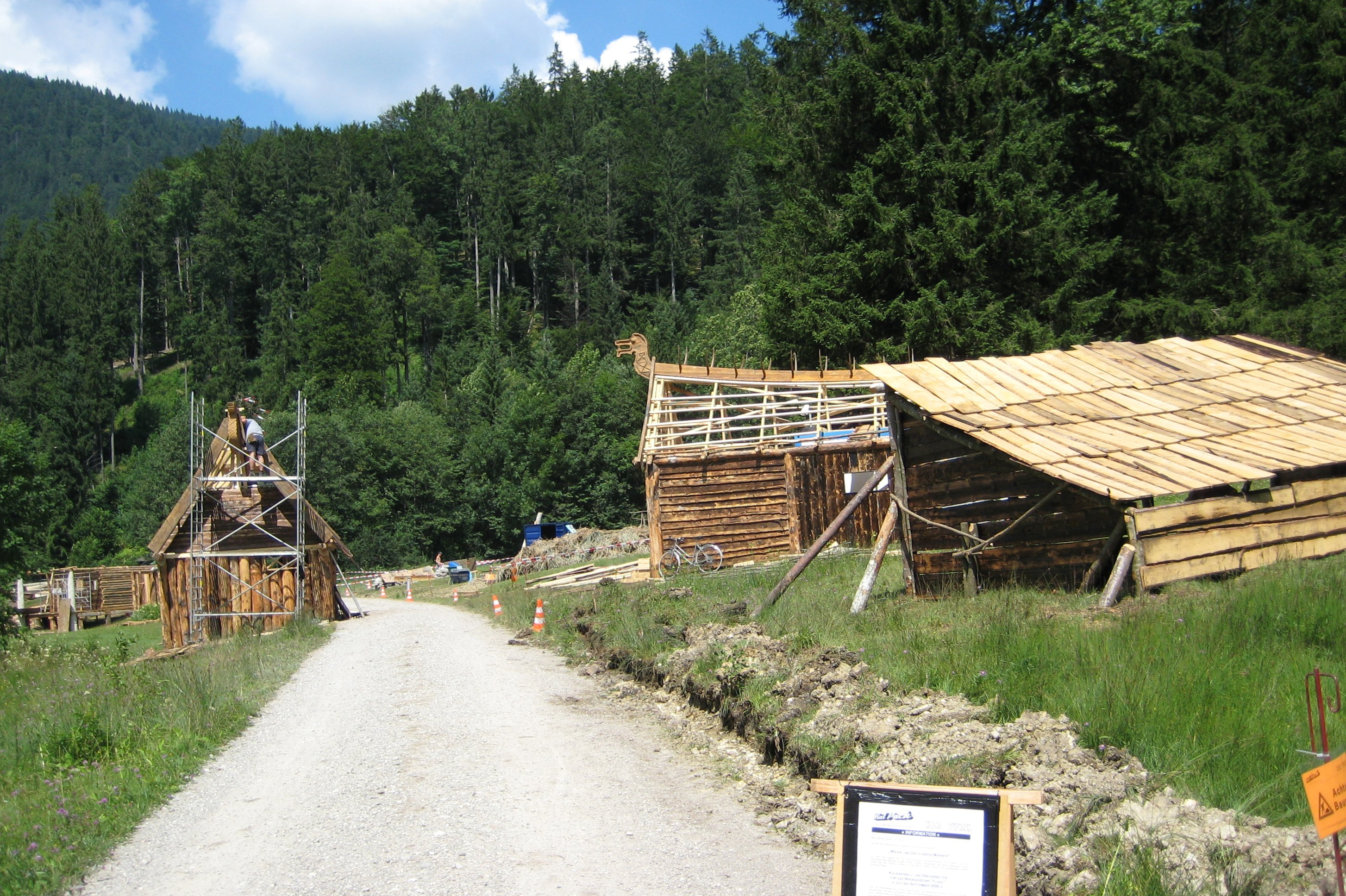
Aufbau des Wikingerdorfs am Walchensee (2008)

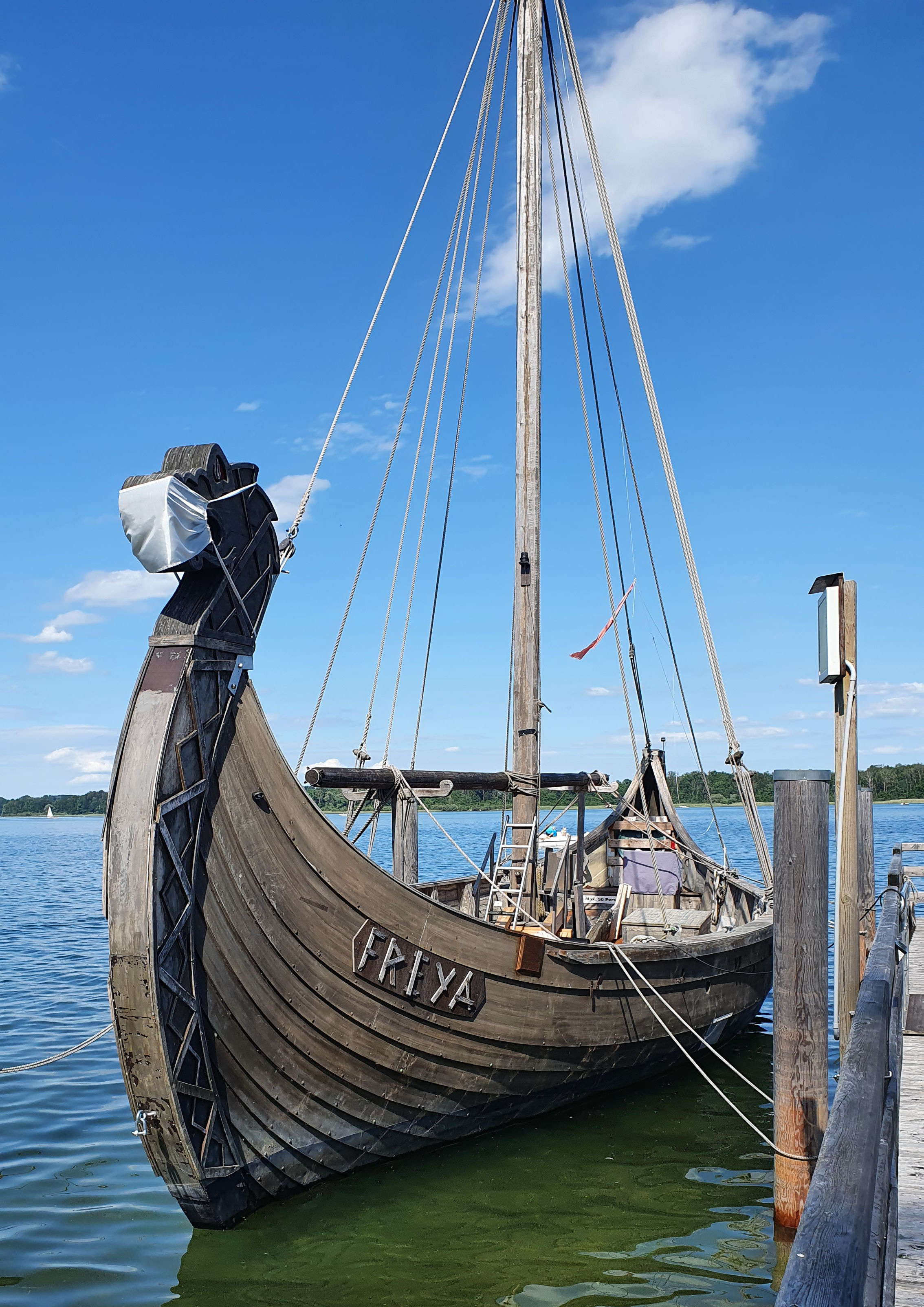
Das originale Wikinger-Schiff „Freya“ aus den Dreharbeiten liegt heute am Chiemsee in Bayern.

Gedreht wurde der Film in den Bavaria-Filmstudios, auf Malta und Gozo, in Bad Heilbrunn sowie in der Sachenbacher Bucht und bei Zwergern am Walchensee, im Landkreis Bad Tölz-Wolfratshausen. Aufgrund seines reizvollen Aussehens diente der Walchensee bereits 1959 als Drehort für die Serie Tales of the Vikings mit Christopher Lee sowie 1958 für den Film Die Wikinger mit Kirk Douglas.
Locationscouts suchten in ganz Europa nach einem passenden Drehort, bis sie die Bucht am Walchensee entdeckten und sich dafür entschieden. Dazu äußerte sich Michael Herbig: „Das ist hier der Hammer. Es sieht wirklich aus wie an einem norwegischen Fjord und der See hat eine Mischung aus Karibik- und Eiswasser. Wir hätten in ganz Skandinavien nichts besseres finden können.“ Für die Dreharbeiten wurden am Walchensee ein Wikingerdorf und weitere Ausstattung errichtet. Die Wettkampfszenen wurden im August 2008 in Bad Heilbrunn gedreht. Das Wikingerdorf blieb bis 2024 als beliebte Sehenswürdigkeit am Walchensee bestehen, musste dann aber aus statischen Gründen erst geschlossen und letztlich abgerissen werden.

### Produktionskosten
Die Kosten bzw. das Budget soll im zweistelligen Millionenbereich (IMDb-Schätzung allerdings 8 Mio. Euro) gelegen haben, was den Film zum bisher teuersten deutschen Familienunterhaltungsfilm gemacht haben soll.

## Kritiken
Der Film wurde vom Feuilleton überwiegend freundlich aufgenommen, besonders in der Treue zum Vorbild und der sorgfältigen Ausarbeitung. Die Laiendarsteller in zahlreichen tragenden Rollen hätten sehr ordentliche Leistungen abgeliefert. Auf Kritik stießen „unnötige Nebenfiguren“ und die für andere Arbeiten des Regisseurs typischen, hier nur gelegentlich eingestreuten anachronistischen Anspielungen und Witzeleien.

„Herbig selber segelt ganz in ein neues Genre: weg von Klamotte und Klamauk, hin zum gut gemachten, liebevollen Kinderfilm.“

„Ein wunderbarer Film. Weil herzig, schnell, ulkig, mit großer Liebe fürs Detail ausgestattet und vor allem von den kleinen Darstellern ganz groß gespielt.“

„Immer dann, wenn Herbig den ihm eigenen Humor Marke ‚Bullyparade‘ hervorkramt, sinkt die Qualität merklich… All diejenigen, die mit ihren bloßen Namen auf dem Plakat den Film pushen sollen und deshalb eine Nebenrolle abgestaubt haben, reißen das Publikum mit ihren Cameos hingegen immer wieder unnötig aus der Abenteuerstory heraus.“

## Kinoerfolg

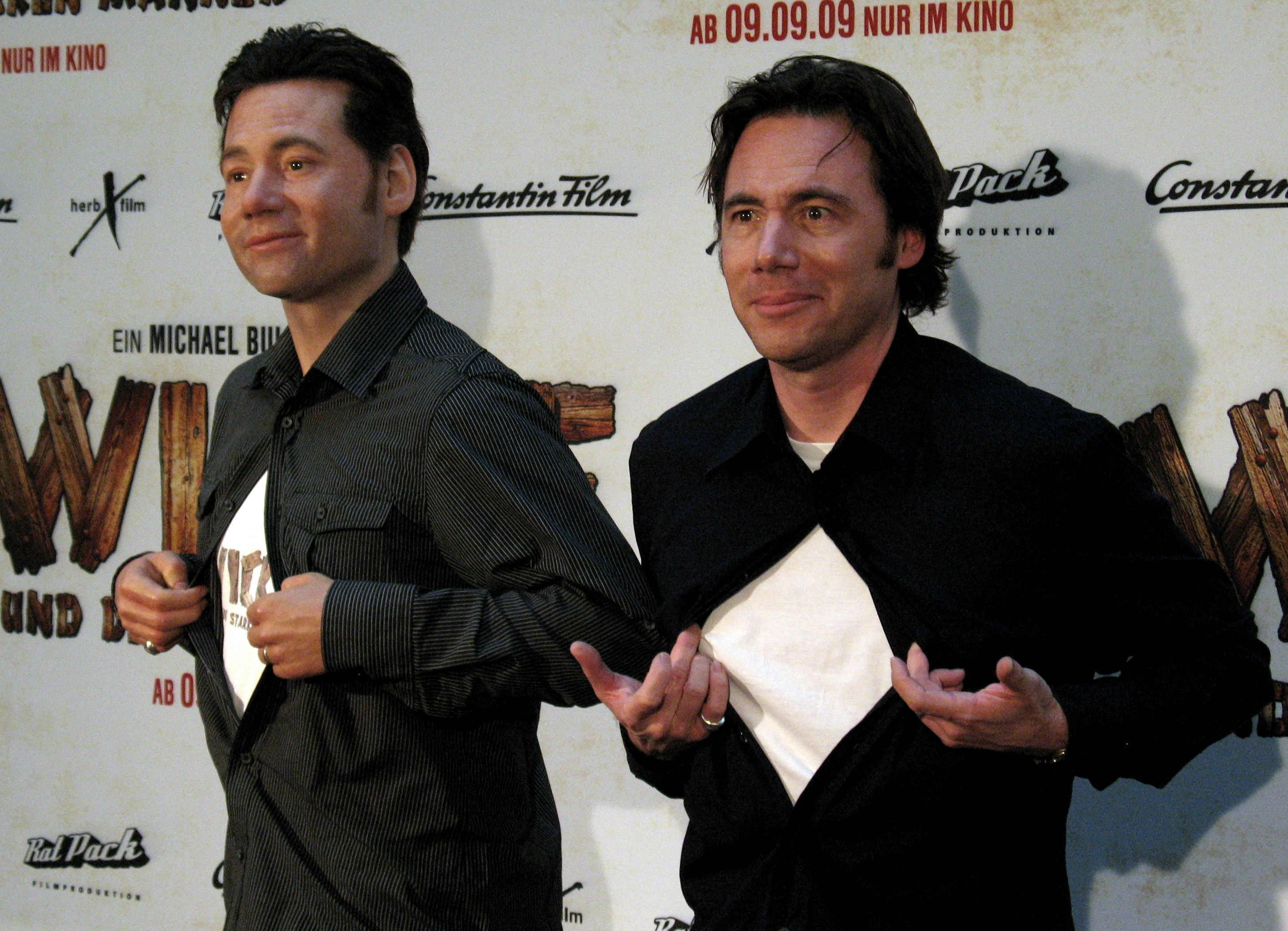
Michael Herbig bei der Premiere von Wickie und die Starken Männer mit Wachsfigur

An den ersten zwei Tagen sahen sich den Film in Deutschland über 250.000 Besucher an, nach dem ersten Wochenende waren es bereits 1,25 Mio. Kinogäste (7,5 Mio. € Einspielergebnis). In Österreich waren es im gleichen Zeitraum über 300.000 Zuschauer. Damit soll der Film laut Blickpunkt:Film den drittbesten Kinostart aller deutschen Filme erreicht haben. Bis zum 20. September spielte der Film in Deutschland 12,9 Mio. € ein. Bis zum 27. September schauten sich 2,75 Mio. deutsche Kinobesucher Wickie und die starken Männer an. Am 3. Oktober wurde ihm während einer Sendung von Wetten, dass..? die Goldene Leinwand für 3 Millionen Kino-Besucher innerhalb von 18 Wochen verliehen. Bis Dezember 2009 sahen den Film fast 5 Millionen Zuschauer in den deutschen Kinos.

## Auszeichnungen
- 2009
  - Bambi in der Kategorie Film National
  - Bayerischer Filmpreis in der Kategorie Publikumspreis
  - Bayerischer Filmpreis in der Kategorie Familienfilm
  - Deutscher Comedypreis in der Kategorie Erfolgreichste Kino-Komödie
  - Goldene Leinwand (3 Millionen Besucher)
- 2010
  - Deutscher Filmpreis: Nominierungen in den Kategorien bestes Szenenbild (Matthias Müsse), Maskenbild, beste Filmmusik und Tongestaltung
  - Goldener Spatz der Kinderjury beim Kinderfilmfest in Erfurt zum besten Spielfilm
  - Video Champion in der Kategorie Deutscher Film

Die Deutsche Film- und Medienbewertung (FBW) zeichnete den Film mit dem Prädikat „besonders wertvoll“ aus.

## DVD und Blu-ray Disc
Am 11. März 2010 erschien der Film auf DVD und Blu-ray Disc. Zusätzlich wurde eine Premium-Version hergestellt, die beide Datenträgerversionen vereint und eine Bonus-Blu-ray-Disc enthält, auf der unter anderem auch Teile des Castings zu finden sind. Zusätzlich wurde eine DVD produziert, die einen (unhistorischen aber landläufig oft so gedachten) Wikingerhelm als Beigabe enthält.

## Fortsetzungen
Aufgrund des Erfolgs von Wickie und die starken Männer begannen im zweiten Halbjahr 2010 die Dreharbeiten für eine Fortsetzung unter dem Titel Wickie auf großer Fahrt. Die Hauptdarsteller sind die gleichen wie im ersten Film, Regie führte bei diesem Film Christian Ditter, der bereits mit Becker die ersten beiden Vorstadtkrokodile-Filme sowie Französisch für Anfänger gedreht hatte. Gedreht wurde in Bayern (München, Geiselgasteig, Burghausen), Malta, Grönland sowie an den bereits vom ersten Film bekannten Drehorten. Der Film ist der erste deutschsprachige 3D-Kinofilm und wurde in RealD-3D produziert. Die Weltpremiere fand am 26. September in München statt, der deutsche Kinostart war am 29. September 2011.
Für 2012 war die Produktion eines dritten Teils unter dem Titel Wickie und der große Wettkampf angekündigt. Allerdings wurden die Pläne nach dem Tod von Günther Kaufmann, der den „Schrecklichen Sven“ spielte, verworfen. Ein weiterer Grund war, dass der Wickie-Darsteller Jonas Hämmerle aus seiner Rolle herausgewachsen war.